# Grodzisko (Silésie)
Pour les articles homonymes, voir Grodzisko.
Grodzisko est une localité polonaise de la gmina de Wręczyca Wielka, située dans le powiat de Kłobuck en voïvodie de Silésie.